# Palosanto Tour
Palosanto Tour fue la gira del músico español Enrique Bunbury, presentando su octavo álbum de estudio Palosanto.
El mismo Bunbury afirmó que la gira no fue tan extensa como las anteriores por razones personales.
El tour comenzó el 14 de enero de 2014 en la Ciudad de México en El Plaza Condesa, siguiendo por varias ciudades de México durante un mes, posteriormente se presentó en varios países de Centroámerica: República Dominicana, Guatemala, Honduras, El Salvador y Costa Rica.
Continuo presentando su show por Latinoamérica, en Colombia, Perú, Ecuador, Chile, cerrando la primera parte de la gira el 12 de abril en el Luna Park, de Buenos Aires, Argentina.
Con un descanso de casi dos meses, Bunbury y su banda iban a retomar la segunda parte que iba a empezar en España el día 5 de junio en Valladolid, pero debido al estado de salud de su guitarrista, Jordi Mena, quien fue operado de urgencia el 4 de junio por la mañana, por un desprendimiento de retina, debió cancelar el concierto al igual que los siguientes tres shows en Santiago de Compostela, Granada y Sevilla, postergando también la rueda de prensa para la presentación del tour en ese país.
Las siguientes presentaciones tuvieron a Dani Patillas, reemplazando a Jordi que volvió a tocar en el concierto de Madrid el día 29 de junio, concierto en el cual se grabó con cámaras profesionales con invitados de lujo para un próximo DVD.
El último show en España iba a concluir en Valencia el 3 de julio, pero debido a una fuerte tormenta fue suspendido.
Así la gira continuó su curso en Estados Unidos el 19 de julio, en Los Ángeles, hicieron una parada de un mes y medio, y volvieron al escenario el 3 de septiembre en San Francisco, estaba previsto que la gira cierre el 24 de septiembre en Miami, pero el músico decidió hacer 5 shows más en España debido a las cancelaciones de sus anteriores conciertos en su país, Así el tour finalizó el día 20 de diciembre en la ciudad de Madrid.

## Fechas del Tour
Todas las fechas realizadas y suspendidas son las siguientes:
| Fecha                    | Ciudad                             | País                 | Lugar                                  |
| ------------------------ | ---------------------------------- | -------------------- | -------------------------------------- |
| 14 de enero de 2014      | Distrito Federal                   | México               | El Plaza Condesa                       |
| 16 de enero de 2014      | Tuxtla Gutiérrez                   | México               | Auditorio Poliforum                    |
| 18 de enero de 2014      | Querétaro                          | México               | Plaza de Toros Santa María             |
| 23 de enero de 2014      | Detroit                            | México               | Auditorio Banamex                      |
| 25 de enero de 2014      | Puebla                             | México               | Centro Expositor                       |
| 29 de enero de 2014      | Distrito Federal                   | México               | Auditorio Nacional                     |
| 30 de enero de 2014      | Distrito Federal                   | México               | Auditorio Nacional                     |
| 1 de febrero de 2014     | Distrito Federal                   | México               | Auditorio Nacional                     |
| 5 de febrero de 2014     | Guadalajara                        | México               | Auditorio Telmex                       |
| 8 de febrero de 2014     | Guadalajara                        | México               | Domo de la feria                       |
| 13 de febrero de 2014    | Mexicali                           | México               | CEART                                  |
| 15 de febrero de 2014    | Tijuana                            | México               | Plaza Monumental                       |
| 17 de febrero de 2014    | Distrito Federal                   | México               | Auditorio Nacional                     |
| 15 de marzo de 2014      | Santo Domingo                      | República Dominicana | Marina de Sansouci                     |
| 18 de marzo de 2014      | Ciudad de Guatemala                | Guatemala            | Teatro Nacional                        |
| 20 de marzo de 2014      | Tegucigalpa                        | Honduras             | Nacional de Ingenieros Coliseum        |
| 22 de marzo de 2014      | San Salvador                       | El Salvador          | Gimnasio Nacional José Adolfo Pineda   |
| 25 de marzo de 2014      | San José                           | Costa Rica           | Palacio de los Deportes                |
| 27 de marzo de 2014      | Medellín                           | Colombia             | Plaza de Toros La Macarena             |
| 29 de marzo de 2014      | Bogotá                             | Colombia             | Parque Salitre Mágico                  |
| 1 de abril de 2014       | Lima                               | Perú                 | Anfiteatro del parque de la exposición |
| 5 de abril de 2014       | Quito                              | Ecuador              | Coliseo Rumiñahui                      |
| 8 de abril de 2014       | Santiago de Chile                  | Chile                | Teatro Caupolicán                      |
| 12 de abril de 2014      | Buenos Aires                       | Argentina            | Luna Park                              |
| 5 de junio de 2014       | Valladolid (CANCELADO)             | España               | Polideportivo Pisuerga                 |
| 7 de junio de 2014       | Santiago de Compostela (CANCELADO) | España               | Polideportivo Fontes do Sar            |
| 12 de junio de 2014      | Granada (CANCELADO)                | España               | Palacio de los Deportes                |
| 14 de junio de 2014      | Sevilla (CANCELADO)                | España               | Centro deportivo San Pablo             |
| 19 de junio de 2014      | Barcelona                          | España               | Sant Jordi club                        |
| 21 de junio de 2014      | Zaragoza                           | España               | Pabellón Príncipe Felipe               |
| 27 de junio de 2014      | Bilbao                             | España               | Palacio Euskalduna                     |
| 29 de junio de 2014      | Madrid                             | España               | Palacio de Deportes                    |
| 3 de julio de 2014       | Valencia (CANCELADO)               | España               | Jardines de Viveros                    |
| 19 de julio de 2014      | Los Ángeles                        | Estados Unidos       | Staples Center                         |
| 3 de septiembre de 2014  | San Francisco                      | Estados Unidos       | The Fillmore                           |
| 5 de septiembre de 2014  | Los Ángeles                        | Estados Unidos       | Greek Theatre                          |
| 6 de septiembre de 2014  | San Diego                          | Estados Unidos       | SDSU Open Air Theatre                  |
| 10 de septiembre de 2014 | El Paso                            | Estados Unidos       | The Plaza Theatre                      |
| 12 de septiembre de 2014 | Houston                            | Estados Unidos       | House of blues                         |
| 13 de septiembre de 2014 | Dallas                             | Estados Unidos       | House of blues                         |
| 17 de septiembre de 2014 | Milwaukee                          | Estados Unidos       | The Rave                               |
| 18 de septiembre de 2014 | Chicago                            | Estados Unidos       | Aragon Ballroom                        |
| 20 de septiembre de 2014 | Washington                         | Estados Unidos       | The Fillmore                           |
| 21 de septiembre de 2014 | New York                           | Estados Unidos       | The Beacon Theatre                     |
| 24 de septiembre de 2014 | Miami                              | Estados Unidos       | Jackie Gleason Theatre                 |
| 8 de diciembre de 2014   | Valladolid                         | España               | Auditorio Miguel Delibes               |
| 11 de diciembre de 2014  | Santiago de Compostela             | España               | Palacio de Congresos                   |
| 14 de diciembre de 2014  | Valencia                           | España               | Palacio de Congresos                   |
| 18 de diciembre de 2014  | Sevilla                            | España               | Centro Deportivo San Pablo             |
| 20 de diciembre de 2014  | Madrid                             | España               | Palacio de Deportes                    |

## Lista de canciones
Las canciones interpretadas durante toda la gira fueron:
- Despierta
- El Club de los Imposibles
- Los Inmortales
- Contracorriente
- Hijo de Cortés
- Ódiame
- Más Alto que Nosotros Solo el Cielo
- Porque las Cosas Cambian
- Destrucción Masiva
- El extranjero
- Deshacer el Mundo
- El Rescate
- Los Habitantes
- Salvavidas
- El Hombre Delgado que no Flaqueara Jamás
- Hay muy Poca Gente
- Frente a Frente
- Que Tengas Suertecita
- De Todo el Mundo
- Sí
- Lady Blue
- Mar de Dudas
- Plano Secuencia
- Prisioneros
- Habrá una Guerra en las Calles
- Miento Cuando Digo que lo Siento
- Infinito
- Bujías para el Dolor
- El Cambio y la Celebración
- Puta Desagradecida
- Aunque no sea Conmigo
- Sácame de Aquí
- El Viento a Favor

Canciones especiales interpretadas con invitados:
- Mar de Dudas, con Carla Morrison (29 de enero, Distrito Federal)
- El Cambio y la Celebración, con Iván Ferreiro (17 de febrero, Distrito Federal)
- Parece Fácil y A.D.O, con Álex Lora (17 de febrero, Distrito Federal)
- Puta Desagradecida, con Manuel Moretti (12 de abril, Buenos Aires)
- Cosas Olvidadas y Apuesta por el Rocanrol, con Andrés Calamaro (12 de abril, Buenos Aires)
- Bujías para el Dolor, con Rafa Domínguez (21 de junio, Zaragoza)
- Bujías para el Dolor, con Quique González (29 de junio, Madrid)

## Músicos
- Enrique Bunbury: Voz y Guitarra acústica
- Jordi Mena: Guitarra eléctrica, guitarra acústica y mandolina
- Alvaro Suite: Guitarra eléctrica
- Robert Castellanos: Bajo
- Ramón Gacias: Batería
- Quino Bejar: Percusión
- Jorge Rebenaque: Piano eléctrico, acordeón
- Dani Patillas (reemplazo de Jordi Mena): Guitarra eléctrica